# Cunctochrysa opipara
Cunctochrysa opipara är en insektsart som först beskrevs av Hölzel 1973.  Cunctochrysa opipara ingår i släktet Cunctochrysa och familjen guldögonsländor. Inga underarter finns listade i Catalogue of Life.